# Stomorhina norrisi
Stomorhina norrisi är en tvåvingeart som beskrevs av Dear 1977. Stomorhina norrisi ingår i släktet Stomorhina och familjen Rhiniidae. Inga underarter finns listade i Catalogue of Life.